# Pietro Ivaldi
Pietro Ivaldi (ook bekend als Il Muto di Toleto) (Piangamba di Toleto di Ponzone, 12 juli 1810 - Acqui Terme, 19 september 1885) was een Italiaans dove kunstschilder. Hij heeft het vak geleerd aan de Academie van Turijn.
De meeste van zijn onderwerpen waren religieus, herkenbaar aan zijn kleurenpalet en zijn kenmerkende strenge opbouw van het schilderij, een beetje verwijderd van de Barokke en Rococo-stijl uit die tijd.

## Biografie
Ivaldi werd geboren in Toleto, een gehucht van Ponzone, in de provincie Alessandria. Zijn ouders waren Giovanni en Annamaria Ivaldi. In 1818 werd zijn broer Tommaso geboren, die een belangrijke rol in het leven van Pietro zou spelen en veel met hem samenwerkte. Ze woonden een tijdje in Asti en verhuisden naar Acqui Terme op Piazza del Pallone 14, nu Vicolo della Pace.
Ivaldi volgde, in de jaren 1820, een uiterst neoklassieke artistieke opleiding aan de Albertina Academia van Turijn. Hij zou vanaf de jaren 1830 tot aan zijn dood in 1885 vele werken produceren, voornamelijk fresco's. Zijn werken zijn verspreid over diverse kerken in verschillende plaatsen in het gebied: Acqui, Montaldo Bormida, Ovada, Molare, Trisobbio, Ponzone, Rossiglione en Ciglione. Ook werkte hij in de regio Asti, de regio Vercelli, de regio Casalese en ook in Ligurië en Lombardije.

## Erkenning
Op 20 november 2004 werd in Ponzone het Centro Studi Pietro Ivaldi opgericht. Het studiecentrum houdt zich bezig met onderzoek en het publiceren van informatie over de werken van Ivaldi. 